# Élections locales grecques de 2014
Les élections locales grecques de 2014 ont eu lieu les 18 et 25 mai 2014, pour élire les dirigeants et conseils des 13 périphéries (régions) et des 325 dèmes (municipalités). Le second tour se déroule en même temps que les élections européennes de 2014.
SYRIZA récolte le plus de voix (26,23 %) et obtient 2 régions, alors que Nouvelle Démocratie (2e en voix avec 24,79 %), remporte 6 des 13 régions.

## Contexte

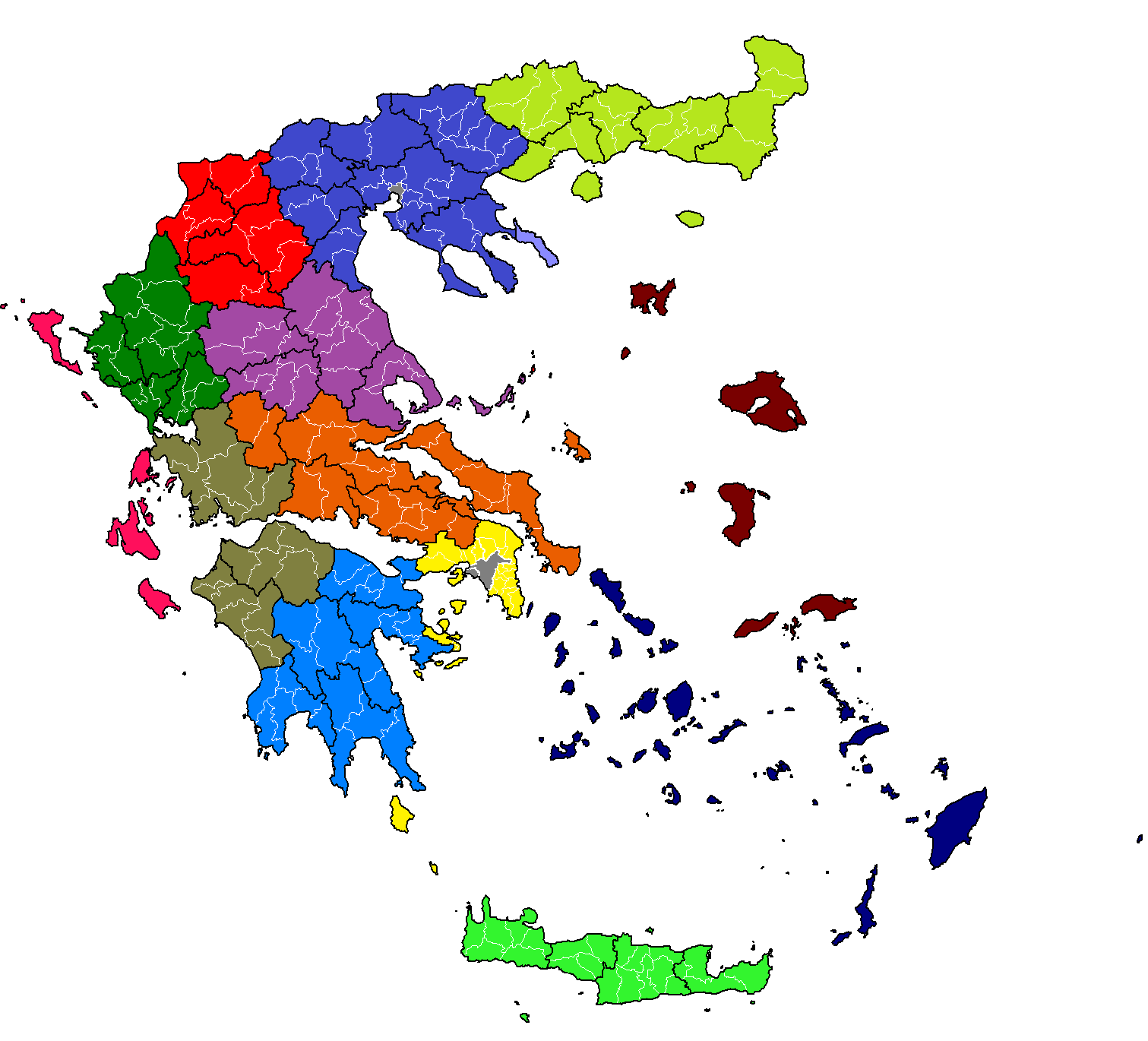
Les périphéries.

Le Programme Kallikratis est une réforme faite en 2010 et qui crée des conseils régionaux avec des gouverneurs à leurs têtes.
Il y a 13 périphéries :
- Macédoine-Orientale-et-Thrace
- Macédoine-Centrale
- Macédoine-Occidentale
- Thessalie
- Épire
- Îles Ioniennes
- Grèce-Occidentale
- Grèce-Centrale
- Attique
- Péloponnèse
- Crète
- Égée-Méridionale
- Égée-Septentrionale

## Résultats

### Gouverneurs élus
| Régions                       | Gouverneurs sortants        | Gouverneurs sortants | Gouverneurs sortants | Gouverneurs élus            | Gouverneurs élus | Gouverneurs élus |
| ----------------------------- | --------------------------- | -------------------- | -------------------- | --------------------------- | ---------------- | ---------------- |
| Attique                       | Ioannis Sgouros (el)        |                      | PASOK                | Réna Doúrou                 |                  | SYRIZA           |
| Crète                         | Stávros Arnaoutákis         |                      | PASOK                | Stávros Arnaoutákis         |                  | Drassi           |
| Égée-Méridionale              | Ioannis Mahairidis (el)     |                      | PASOK                | Giorgos Hadjimarkos         |                  | SE - ND          |
| Égée-Septentrionale           | Nassos Giakalis (el)        |                      | PASOK                | Christiana Kalogirou (en)   |                  | ND               |
| Épire                         | Alexandros Kachrimanis (el) |                      | ND                   | Alexandros Kachrimanis (el) |                  | ND               |
| Grèce-Occidentale             | Apóstolos Katsifáras        |                      | PASOK                | Apóstolos Katsifáras        |                  | SE               |
| Grèce-Centrale                | Kléarchos Pergandas (el)    |                      | PASOK                | Kóstas Bakoyánnis           |                  | ND               |
| Îles Ioniennes                | Spyros Spyrou (el)          |                      | ND                   | Theodoros Galiatsatos       |                  | SYRIZA           |
| Macédoine-Centrale            | Apóstolos Tzitzikóstas      |                      | ND                   | Apóstolos Tzitzikóstas      |                  | ND - ANEL        |
| Macédoine-Occidentale         | Giorgos Dakis (el)          |                      | ND                   | Theodoros Karypidis         |                  | SE               |
| Macédoine-Orientale-et-Thrace | Aristidis Giannakidis (el)  |                      | PASOK                | Giorgos Pavlidis (en)       |                  | ND               |
| Péloponnèse                   | Petros Tatoulis (en)        |                      | PASOK                | Petros Tatoulis (en)        |                  | SE - ND          |
| Thessalie                     | Konstantinos Agorastos (el) |                      | ND                   | Konstantinos Agorastos (el) |                  | ND               |

### Attique
Réna Doúrou (SYRIZA) est élue et bat l'ancien président Ioannis Sgouros (el) (Société des Valeurs (el), ex-PASOK ).
| Parti | Parti                                | Candidats             | 1er tour | 1er tour | 1er tour | 2d tour | 2d tour | 2d tour | Total des sièges |
| Parti | Parti                                | Candidats             | Voix     | %        | Sièges   | Voix    | %       | Sièges  | Total des sièges |
| ----- | ------------------------------------ | --------------------- | -------- | -------- | -------- | ------- | ------- | ------- | ---------------- |
|       | SYRIZA                               | Réna Doúrou           | 386 833  | 23,80 %  | 12       | 794 231 | 50,82 % | 49      | 61 / 101         |
|       | Société des Valeurs (el)             | Ioannis Sgouros (el)  | 359 302  | 22,11 %  | 11       | 768 604 | 49,18 % | 1       | 12 / 101         |
|       | ND                                   | Geórgios Koumoutsákos | 228 913  | 14,08 %  | 7        |         |         |         | 7 / 101          |
|       | XA                                   | Ilías Panayiótaros    | 180 908  | 11,13 %  | 6        |         |         |         | 6 / 101          |
|       | KKE                                  | Athanásios Pafílis    | 173 325  | 10,66 %  | 5        |         |         |         | 5 / 101          |
|       | ANEL                                 | Pávlos Haïkális       | 116 464  | 7,17 %   | 4        |         |         |         | 4 / 101          |
|       | Recréer la Grèce - Drassi            | Thanos Tzimeros (el)  | 48 242   | 2,97 %   | 2        |         |         |         | 2 / 101          |
|       | OP                                   | Antonios Gakis        | 36 449   | 2,24 %   | 1        |         |         |         | 1 / 101          |
|       | ANTARSYA                             | Despina Koutsoumba    | 33 895   | 2,09 %   | 1        |         |         |         | 1 / 101          |
|       | EPAL (el)                            | Petros Mandouvalos    | 32 475   | 2 %      | 1        |         |         |         | 1 / 101          |
|       | DIMAR - Verts (en) - Europe Écologie | Maria Giannakaki      | 28 601   | 1,76 %   | 1        |         |         |         | 1 / 101          |

### Crète
Stávros Arnaoutákis (Drassi, ex-PASOK) est réélu.
| Parti | Parti      | Candidats                | 1er tour | 1er tour | 1er tour | 2d tour | 2d tour | 2d tour | Total des sièges |
| Parti | Parti      | Candidats                | Voix     | %        | Sièges   | Voix    | %       | Sièges  | Total des sièges |
| ----- | ---------- | ------------------------ | -------- | -------- | -------- | ------- | ------- | ------- | ---------------- |
|       | Drassi     | Stávros Arnaoutákis      | 143 461  | 41,13 %  | 11       | 184 154 | 64,01 % | 20      | 31 / 51          |
|       | ND         | Serafim Tsokas           | 91 411   | 26,21 %  | 7        | 103 547 | 35,99 % | 5       | 11 / 51          |
|       | SYRIZA     | Michaïl Kritsotákis      | 65 000   | 18,64 %  | 5        |         |         |         | 5 / 51           |
|       | KKE        | Stelios Orfanos          | 19 912   | 5,71 %   | 1        |         |         |         | 1 / 51           |
|       | XA         | Giorgos Spyropoulos (el) | 11 585   | 3,32 %   | 1        |         |         |         | 1 / 51           |
|       | DIMAR - OP | Antonis Anipsitakis      | 9 234    | 2,65 %   | 1        |         |         |         | 1 / 51           |
|       | ANTARSYA   | Giannis Kyriakakis       | 8 198    | 2,35 %   | 1        |         |         |         | 1 / 51           |

### Égée-Méridionale
Giorgos Hadjimarkos (SE, il dirige la liste ND) est élu et bat l'ancien président Ioannis Mahairidis (el) (Sans étiquette, ex-PASOK).
| Parti | Parti       | Candidats               | 1er tour | 1er tour | 1er tour | 2d tour | 2d tour | 2d tour | Total des sièges |
| Parti | Parti       | Candidats               | Voix     | %        | Sièges   | Voix    | %       | Sièges  | Total des sièges |
| ----- | ----------- | ----------------------- | -------- | -------- | -------- | ------- | ------- | ------- | ---------------- |
|       | ND          | Giorgos Hadjimarkos     | 61 168   | 35,71 %  | 9        | 83 317  | 56,86 % | 22      | 31 / 51          |
|       | SE          | Ioannis Mahairidis (el) | 55 269   | 32,27 %  | 8        | 63 216  | 43,14 % | 3       | 11 / 51          |
|       | SYRIZA - OP | Benetos Spyrou          | 31 483   | 18,38 %  | 5        |         |         |         | 5 / 51           |
|       | KKE         | Lila Kafandari (el)     | 13 561   | 7,92 %   | 2        |         |         |         | 2 / 51           |
|       | XA          | Savvas Spyridis         | 9 813    | 5,73 %   | 2        |         |         |         | 2 / 51           |

### Égée-Septentrionale
Christiana Kalogirou (en) (ND) est élu et bat l'ancien président Nassos Giakalis (el) (Sans étiquette, ex-PASOK).
| Parti | Parti          | Candidats                 | 1er tour | 1er tour | 1er tour | 2d tour | 2d tour | 2d tour | Total des sièges |
| Parti | Parti          | Candidats                 | Voix     | %        | Sièges   | Voix    | %       | Sièges  | Total des sièges |
| ----- | -------------- | ------------------------- | -------- | -------- | -------- | ------- | ------- | ------- | ---------------- |
|       | ND             | Christiana Kalogirou (en) | 33 410   | 31,51 %  | 7        | 46 357  | 53,01 % | 18      | 25 / 41          |
|       | SE             | Nassos Giakalis (el)      | 27 446   | 25,88 %  | 5        | 41 095  | 46,99 % | 2       | 6 / 41           |
|       | SYRIZA         | Aglaïa Kyrítsi            | 20 538   | 19,37 %  | 4        |         |         |         | 4 / 41           |
|       | KKE            | Stratis Korakas           | 15 565   | 14,68 %  | 3        |         |         |         | 3 / 41           |
|       | DIMAR - Drassi | Giannis Spilanis          | 3 673    | 3,46 %   | 1        |         |         |         | 1 / 41           |
|       | OP             | Vassilis Ballas           | 2 878    | 2,71 %   | 1        |         |         |         | 1 / 41           |
|       | ANTARSYA       | Andreas Ballas            | 2 525    | 2,38 %   | 1        |         |         |         | 1 / 41           |

### Épire
Alexandros Kachrimanis (el) (ND) est réélu dès le premier tour.
| Parti | Parti    | Candidats                   | 1er tour | 1er tour | 1er tour | Total des sièges |
| Parti | Parti    | Candidats                   | Voix     | %        | Sièges   | Total des sièges |
| ----- | -------- | --------------------------- | -------- | -------- | -------- | ---------------- |
|       | ND       | Alexandros Kachrimanis (el) | 110 746  | 50,83 %  | 31       | 31 / 51          |
|       | SYRIZA   | Ólga Yerovassíli            | 53 543   | 24,58 %  | 10       | 10 / 51          |
|       | DIMAR    | Giorgos Zapsas              | 21 037   | 9,66 %   | 4        | 4 / 51           |
|       | KKE      | Olga Tsoumani               | 17 549   | 8,05 %   | 3        | 3 / 51           |
|       | XA       | Konstantinos Anagnostou     | 8 591    | 3,94 %   | 2        | 2 / 51           |
|       | ANTARSYA | Nikos Zikos                 | 6 400    | 2,94 %   | 1        | 1 / 51           |

### Grèce occidentale
Apóstolos Katsifáras (Sans étiquette, ex-PASOK) est réélu.
| Parti | Parti    | Candidats                  | 1er tour | 1er tour | 1er tour | 2d tour | 2d tour | 2d tour | Total des sièges |
| Parti | Parti    | Candidats                  | Voix     | %        | Sièges   | Voix    | %       | Sièges  | Total des sièges |
| ----- | -------- | -------------------------- | -------- | -------- | -------- | ------- | ------- | ------- | ---------------- |
|       | SE       | Apóstolos Katsifáras       | 92 462   | 23,06 %  | 6        | 153 028 | 50,50 % | 25      | 31 / 51          |
|       | ND       | Andréas Katsaniótis        | 79 610   | 19,85 %  | 5        | 149 984 | 49,50 % |         | 5 / 51           |
|       | SYRIZA   | Vassílios Hadjilámbrou     | 67 406   | 16,81 %  | 4        |         |         |         | 4 / 51           |
|       | DIMAR    | Thymios Sokos (el)         | 50 862   | 12,68 %  | 3        |         |         |         | 3 / 51           |
|       | KKE      | Nikólaos Karathanasópoulos | 35 284   | 8,80 %   | 2        |         |         |         | 2 / 51           |
|       | XA       | Christos Rigas             | 31 338   | 7,82 %   | 2        |         |         |         | 2 / 51           |
|       | SE       | Ioannis Zaphiropoulos (el) | 13 069   | 3,26 %   | 1        |         |         |         | 1 / 51           |
|       | ANEL     | Panayotis Laliotis         | 11 794   | 2,94 %   | 1        |         |         |         | 1 / 51           |
|       | OP       | Giorgos Kanellis           | 10 957   | 2,73 %   | 1        |         |         |         | 1 / 51           |
|       | ANTARSYA | Dimítrios Desýllas         | 8 187    | 2,04 %   | 1        |         |         |         | 1 / 51           |

### Grèce centrale
Kóstas Bakoyánnis (ND) est élu et succède à l'ancien président Kléarchos Pergandas (el) (PASOK).
| Parti | Parti     | Candidats               | 1er tour | 1er tour | 1er tour | 2d tour | 2d tour | 2d tour | Total des sièges |
| Parti | Parti     | Candidats               | Voix     | %        | Sièges   | Voix    | %       | Sièges  | Total des sièges |
| ----- | --------- | ----------------------- | -------- | -------- | -------- | ------- | ------- | ------- | ---------------- |
|       | ND        | Kóstas Bakoyánnis       | 136 688  | 41,35 %  | 11       | 161 286 | 56,06 % | 20      | 31 / 51          |
|       | SYRIZA    | Evángelos Apostólou     | 61 961   | 18,75 %  | 5        | 126 428 | 43,94 % | 5       | 10 / 51          |
|       | EPAL (el) | Athanasios Giannopoulos | 47 609   | 14,40 %  | 4        |         |         |         | 4 / 51           |
|       | XA        | Apostolos Gletsos       | 29 867   | 9,04 %   | 2        |         |         |         | 2 / 51           |
|       | KKE       | Geórgios Marínos        | 29 191   | 8,83 %   | 2        |         |         |         | 2 / 51           |
|       | DIMAR     | Konstantinos Chaïnas    | 14 115   | 4,27 %   | 1        |         |         |         | 1 / 51           |
|       | ANTARSYA  | Vassilis Zoumbos        | 11 093   | 3,36 %   | 1        |         |         |         | 1 / 51           |

### Îles ioniennes
Theodoros Galiatsatos (SYRIZA) est élu et bat l'ancien président Spyros Spyrou (el) (ND).
| Parti | Parti    | Candidats             | 1er tour | 1er tour | 1er tour | 2d tour | 2d tour | 2d tour | Total des sièges |
| Parti | Parti    | Candidats             | Voix     | %        | Sièges   | Voix    | %       | Sièges  | Total des sièges |
| ----- | -------- | --------------------- | -------- | -------- | -------- | ------- | ------- | ------- | ---------------- |
|       | SYRIZA   | Theodoros Galiatsatos | 24 694   | 20,55 %  | 4        | 63 506  | 59,93 % | 20      | 24 / 41          |
|       | ND       | Spyros Spyrou (el)    | 26 147   | 21,76 %  | 5        | 42 469  | 40,07 % |         | 5 / 41           |
|       | Drassi   | Angela Gerékou        | 17 419   | 14,49 %  | 3        |         |         |         | 3 / 41           |
|       | OP       | Giorgos Kaloudis      | 14 428   | 12,01 %  | 3        |         |         |         | 3 / 41           |
|       | KKE      | Theodoros Goulis      | 13 750   | 11,44 %  | 2        |         |         |         | 2 / 41           |
|       | SE       | Alekos Desyllas       | 6 216    | 5,17 %   | 1        |         |         |         | 1 / 41           |
|       | XA       | Nikos Lemontzis       | 6 192    | 5,15 %   | 1        |         |         |         | 1 / 41           |
|       | SE       | Christos Anthis       | 5 483    | 4,56 %   | 1        |         |         |         | 1 / 41           |
|       | DIMAR    | Tassos Salvanos       | 3 192    | 2,66 %   | 1        |         |         |         | 1 / 41           |
|       | ANTARSYA | Evanthia Gaïtanidou   | 2 661    | 2,21 %   | 0        |         |         |         | 0 / 41           |

### Macédoine centrale
Apóstolos Tzitzikóstas (ANEL - EPAL (el) - LAOS) est réélu.
| Parti | Parti                                         | Candidats              | 1er tour | 1er tour | 1er tour | 2d tour | 2d tour | 2d tour | Total des sièges |
| Parti | Parti                                         | Candidats              | Voix     | %        | Sièges   | Voix    | %       | Sièges  | Total des sièges |
| ----- | --------------------------------------------- | ---------------------- | -------- | -------- | -------- | ------- | ------- | ------- | ---------------- |
|       | ANEL - EPAL (el) - LAOS                       | Apóstolos Tzitzikóstas | 322 829  | 32,81 %  | 12       | 562 964 | 71,01 % | 31      | 43 / 71          |
|       | ND                                            | Yánnis Ioannídis       | 182 912  | 18,59 %  | 7        | 229 838 | 28,99 % | 4       | 11 / 71          |
|       | SYRIZA                                        | Déspina Charalambídou  | 115 484  | 11,74 %  | 4        |         |         |         | 4 / 71           |
|       | XA                                            | Nikos Chrysomallis     | 85 960   | 8,74 %   | 3        |         |         |         | 3 / 71           |
|       | DIMAR                                         | Markos Bolaris (el)    | 84 089   | 8,55 %   | 3        |         |         |         | 3 / 71           |
|       | KKE                                           | Giannis Ziogas         | 78 330   | 7,96 %   | 3        |         |         |         | 3 / 71           |
|       | L'Olivier - Drassi - Société des Valeurs (el) | Niovi Pavlidou         | 58 059   | 5,90 %   | 2        |         |         |         | 2 / 71           |
|       | OP - Verts (en)                               | Michális Tremópoulos   | 30 419   | 3,09 %   | 1        |         |         |         | 1 / 71           |
|       | ANTARSYA                                      | Thanassis Agapitos     | 25 842   | 2,63 %   | 1        |         |         |         | 1 / 71           |

### Macédoine occidentale
Theodoros Karypidis (Sans étiquette) est élu et bat l'ancien président Giorgos Dakis (el) (ND).
| Parti | Parti    | Candidats           | 1er tour | 1er tour | 1er tour | 2d tour | 2d tour | 2d tour | Total des sièges |
| Parti | Parti    | Candidats           | Voix     | %        | Sièges   | Voix    | %       | Sièges  | Total des sièges |
| ----- | -------- | ------------------- | -------- | -------- | -------- | ------- | ------- | ------- | ---------------- |
|       | SE       | Theodoros Karypidis | 55 500   | 29,13 %  | 6        | 101 566 | 59,01 % | 19      | 25 / 41          |
|       | ND       | Giorgos Dakis (el)  | 67 859   | 35,61 %  | 8        | 70 545  | 40,99 % | 1       | 9 / 41           |
|       | SYRIZA   | Themis Moumoulidis  | 21 054   | 11,05 %  | 2        |         |         |         | 2 / 41           |
|       | DIMAR    | Georgia Zembiliadou | 20 573   | 10,80 %  | 2        |         |         |         | 2 / 41           |
|       | KKE      | Giannis Vittas      | 13 134   | 6,89 %   | 2        |         |         |         | 2 / 41           |
|       | XA       | Nikolaos Kourkoutas | 8 982    | 4,71 %   | 1        |         |         |         | 1 / 41           |
|       | ANTARSYA | Stefanos Prassos    | 3 443    | 1,81 %   | 0        |         |         |         | 0 / 41           |

### Macédoine orientale et Thrace
Giorgos Pavlidis (en) (ND), ancien préfet de Xanthi est élu et bat l'ancien président Aristidis Giannakidis (el) (Sans étiquette, ex-PASOK).
| Parti | Parti           | Candidats                  | 1er tour | 1er tour | 1er tour | 2d tour | 2d tour | 2d tour | Total des sièges |
| Parti | Parti           | Candidats                  | Voix     | %        | Sièges   | Voix    | %       | Sièges  | Total des sièges |
| ----- | --------------- | -------------------------- | -------- | -------- | -------- | ------- | ------- | ------- | ---------------- |
|       | ND              | Giorgos Pavlidis (en)      | 122 086  | 34,73 %  | 9        | 168 852 | 56,34 % | 22      | 31 / 51          |
|       | SE              | Aristidis Giannakidis (el) | 96 959   | 27,58 %  | 7        | 130 845 | 43,66 % | 3       | 10 / 51          |
|       | SYRIZA          | Konstantinos Morfidis      | 40 105   | 11,41 %  | 3        |         |         |         | 3 / 51           |
|       | ANEL            | Terence Quick              | 28 728   | 8,17 %   | 2        |         |         |         | 2 / 51           |
|       | XA              | Christos Kitsopoulos       | 20 942   | 5,96 %   | 2        |         |         |         | 2 / 51           |
|       | KKE             | Christos Trellis           | 18 859   | 5,36 %   | 1        |         |         |         | 1 / 51           |
|       | DIMAR           | Vasileos Traiforos         | 10 158   | 2,89 %   | 1        |         |         |         | 1 / 51           |
|       | OP - Verts (en) | Katerina Gerostergiou      | 8 322    | 2,37 %   | 1        |         |         |         | 1 / 51           |
|       | ANTARSYA        | Giorgos Botsidis           | 5 387    | 1,53 %   | 0        |         |         |         | 0 / 51           |

### Péloponnèse
Petros Tatoulis (en) (ND) est réélu.
| Parti | Parti                            | Candidats             | 1er tour | 1er tour | 1er tour | 2d tour | 2d tour | 2d tour | Total des sièges |
| Parti | Parti                            | Candidats             | Voix     | %        | Sièges   | Voix    | %       | Sièges  | Total des sièges |
| ----- | -------------------------------- | --------------------- | -------- | -------- | -------- | ------- | ------- | ------- | ---------------- |
|       | ND                               | Petros Tatoulis (en)  | 157 672  | 43,17 %  | 11       | 182 456 | 59,35 % | 20      | 31 / 51          |
|       | SYRIZA                           | Odysseas Voudouris    | 57 417   | 15,72 %  | 4        | 124 953 | 40,65 % | 5       | 9 / 51           |
|       | DIMAR - Société des Valeurs (el) | Yórgos Dédes          | 56 181   | 15,38 %  | 4        |         |         |         | 4 / 51           |
|       | XA                               | Dimitris Doltsiniadis | 32 894   | 9,01 %   | 2        |         |         |         | 2 / 51           |
|       | KKE                              | Nikos Gontikos        | 23 696   | 6,49 %   | 2        |         |         |         | 2 / 51           |
|       | EPAL (el)                        | Giannis Manolis       | 18 797   | 5,15 %   | 1        |         |         |         | 1 / 51           |
|       | ANTARSYA                         | Panagiotis Katsaris   | 10 653   | 2,92 %   | 1        |         |         |         | 1 / 51           |
|       | OP                               | Dimitra Lymberopoulou | 7 946    | 2,18 %   | 1        |         |         |         | 1 / 51           |

### Thessalie
Konstantinos Agorastos (el) (ND) est réélu.
| Parti | Parti           | Candidats                   | 1er tour | 1er tour | 1er tour | 2d tour | 2d tour | 2d tour | Total des sièges |
| Parti | Parti           | Candidats                   | Voix     | %        | Sièges   | Voix    | %       | Sièges  | Total des sièges |
| ----- | --------------- | --------------------------- | -------- | -------- | -------- | ------- | ------- | ------- | ---------------- |
|       | ND              | Konstantinos Agorastos (el) | 189 591  | 42,90 %  | 11       | 208 170 | 54,50 % | 20      | 31 / 51          |
|       | DIMAR           | Nikos Tsilimingas           | 76 434   | 17,30 %  | 4        | 173 814 | 45,50 % | 5       | 9 / 51           |
|       | SYRIZA          | Iró Dióti                   | 58 762   | 13,30 %  | 3        |         |         |         | 3 / 51           |
|       | KKE             | Vangelis Boutas             | 46 075   | 10,43 %  | 3        |         |         |         | 3 / 51           |
|       | XA              | Panayiótis Iliópoulos       | 30 552   | 6,91 %   | 2        |         |         |         | 2 / 51           |
|       | ANEL            | Marina Chryssoveloni        | 20 456   | 4,63 %   | 1        |         |         |         | 1 / 51           |
|       | OP - Verts (en) | Nikos Poutsiakas            | 10 166   | 2,30 %   | 1        |         |         |         | 1 / 51           |
|       | ANTARSYA        | Stathis Douros              | 9 870    | 2,23 %   | 1        |         |         |         | 1 / 51           |

## Grandes municipalités

### Ville d'Athènes
Geórgios Kamínis (PASOK) est réélu.
| Parti | Parti                                                         | Candidats                | 1er tour | 1er tour | 2d tour | 2d tour | Total des sièges |
| Parti | Parti                                                         | Candidats                | Voix     | %        | Voix    | %       | Total des sièges |
| ----- | ------------------------------------------------------------- | ------------------------ | -------- | -------- | ------- | ------- | ---------------- |
|       | L'Olivier - DIMAR - Ponts (el) - Verts (en) - Europe Écologie | Geórgios Kamínis         | 46 976   | 21,06 %  | 110 987 | 51,42 % | 29 / 49          |
|       | SYRIZA                                                        | Gavriíl Sakellarídis     | 44 620   | 20 %     | 104 876 | 48,58 % | 5 / 49           |
|       | ND                                                            | Aris Spiliotopoulos (en) | 37 746   | 16,92 %  |         |         | 4 / 49           |
|       | XA                                                            | Ilías Kassidiáris        | 35 949   | 16,12 %  |         |         | 4 / 49           |
|       | KKE                                                           | Nikos Sofianos           | 16 529   | 7,41 %   |         |         | 2 / 49           |
|       | EPAL (el)                                                     | Nikítas Kaklamánis       | 15 834   | 7,10 %   |         |         | 2 / 49           |
|       | ANEL                                                          | Vasilis Kapernaros       | 7 937    | 3,56 %   |         |         | 1 / 49           |
|       | SE, Parti Panathinaïkos (en)                                  | Nikos Avramidis          | 6 489    | 2,91 %   |         |         | 1 / 49           |
|       | ANTARSYA                                                      | Petros Konstantinou      | 4 398    | 1,97 %   |         |         | 1 / 49           |
|       | OP                                                            | Ioanna Kondouli (en)     | 3 024    | 1,36 %   |         |         | 0 / 49           |
|       | SE                                                            | Marios Strofalis         | 2 097    | 0,94 %   |         |         | 0 / 49           |
|       | SE                                                            | Stavros Vidalis          | 1 474    | 0,66 %   |         |         | 0 / 49           |